# Joachim Hahn (Prähistoriker)

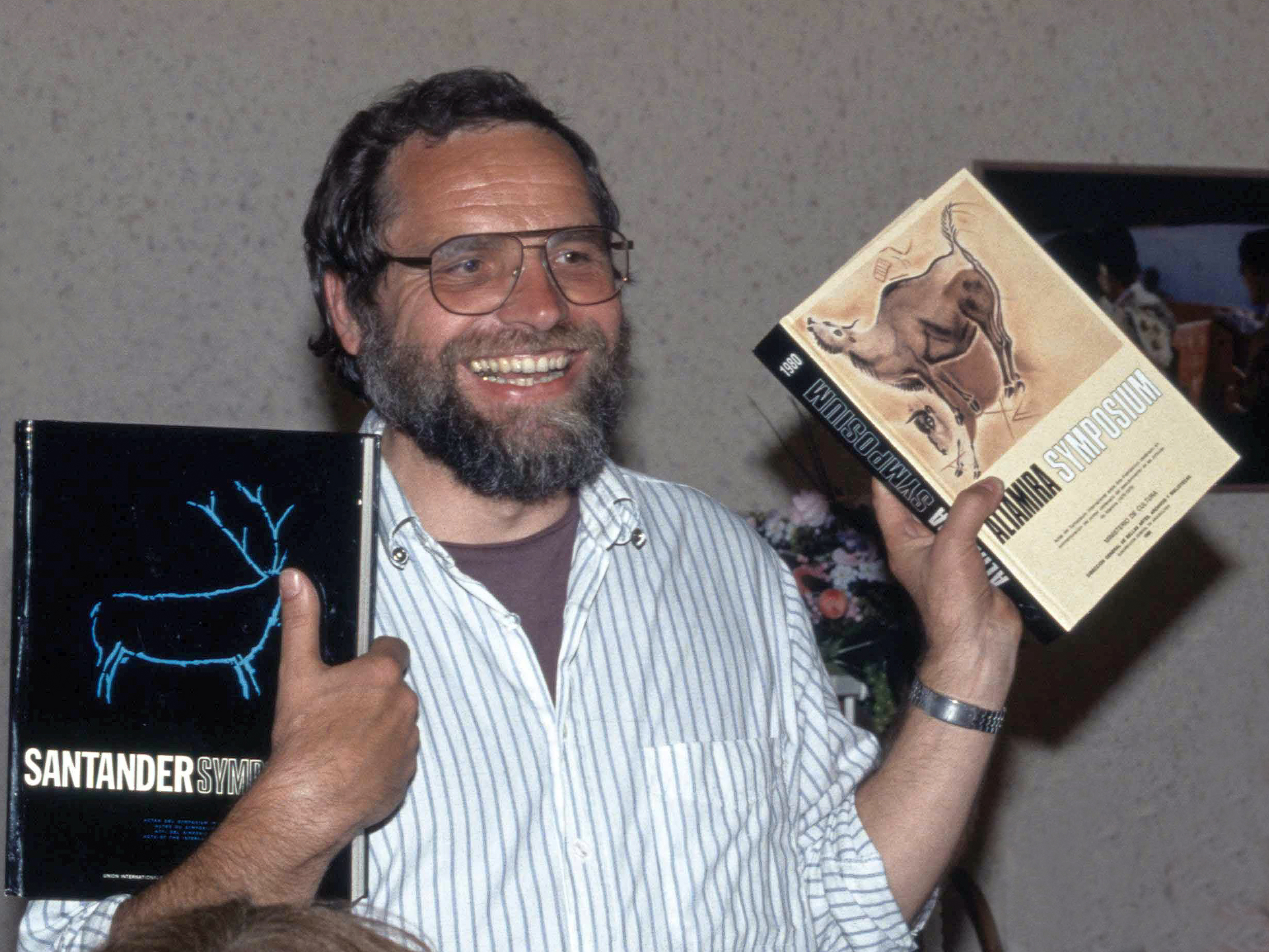
Joachim Hahn (1990)

Joachim „Kim“ Hahn (* 12. August 1942 in Chemnitz; † 27. April 1997 in Essen) war ein deutscher Prähistorischer Archäologe. Er war ein  Experte für das Jungpaläolithikum.

## Leben
Joachim Hahn begann sein Studium 1962 an der Universität zu Köln, weitere Stationen waren Talence (Universität Bordeaux) und die Universität Tübingen. Die Promotion erfolgte in Köln mit einer Arbeit über Das Aurignacien in Mittel- und Osteuropa, die 1977 publiziert wurde. Seit 1973 war er Wissenschaftlicher Angestellter an der Universität Tübingen. Die anschließende Habilitation erfolgte dort zum Thema Figürliche Darstellungen des Aurignacien in Südwestdeutschland und ihre Stellung in der jungpaläolithischen Kunst. Diese Arbeit wurde 1986 unter dem Titel Kraft und Aggression. Die Botschaft der Eiszeitkunst im Aurignacien Süddeutschlands? publiziert.

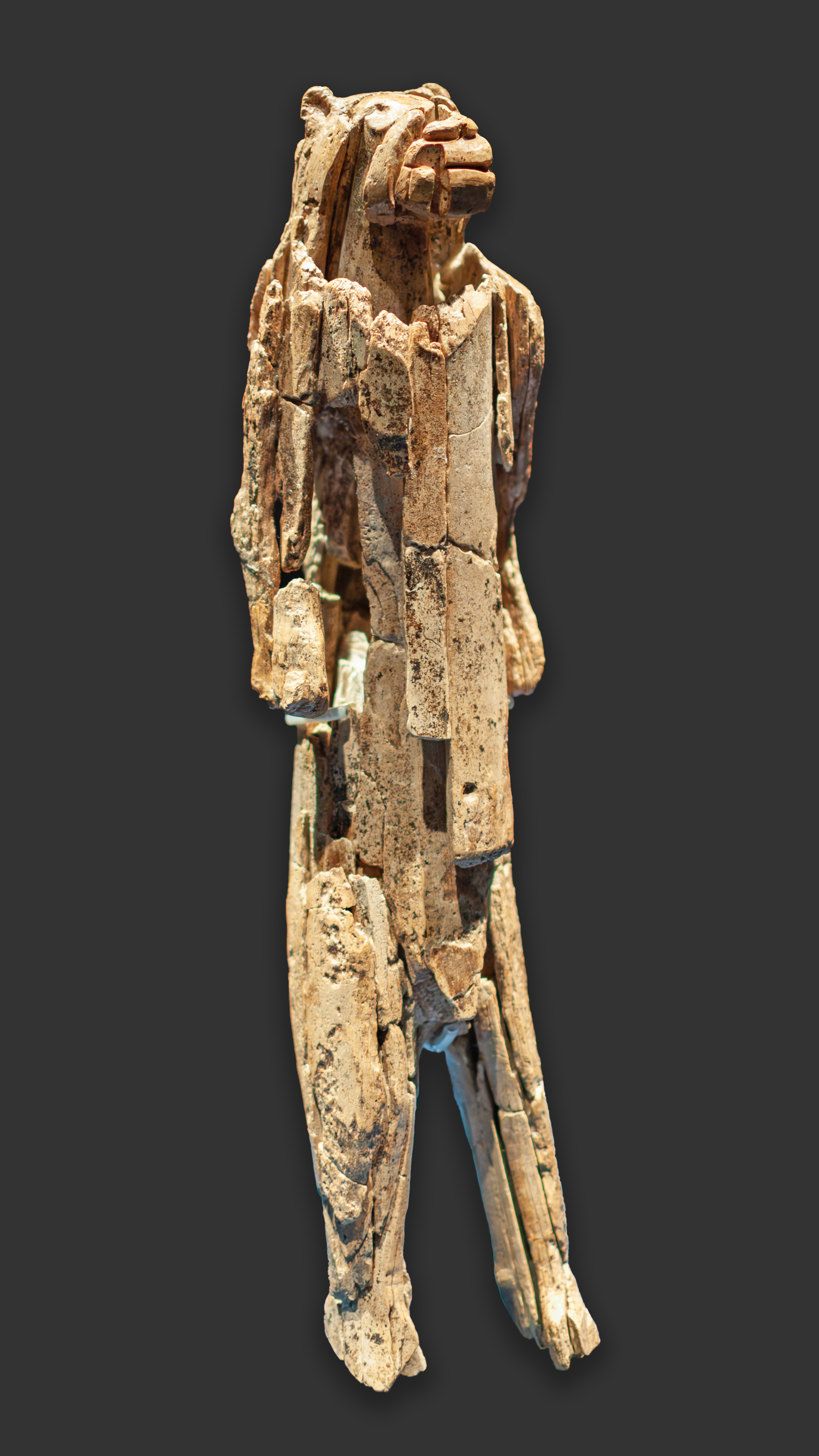
Der erste, dem es gelang, über 200 Elfenbeinsplitter aus dem Hohlenstein-Stadel zur Figur des Löwenmenschen zusammenzusetzen, war Joachim Hahn

Hahn lehrte ab 1985 als akademischer Rat und Privatdozent am Institut für Ur- und Frühgeschichte der Universität Tübingen. 1988 wurde er dort zum Außerplanmäßigen Professor ernannt. Er war in Lehre, Forschung, Ausgrabung sowie in der Öffentlichkeitsarbeit bei Museen und Ausstellungen tätig. Hahn war Gründungsmitglied der Gesellschaft für Urgeschichte in Blaubeuren und deren 1. Vorsitzender von 1988 bis 1997. Gastdozenturen führten ihn an die University of Michigan in Ann Arbor, die State University of New York in Binghamton, die Universität Paris und die Universität Zürich. Er verstarb im Alter von 54 Jahren an den Folgen eines Krebsleidens.
Im Dezember 1969 entdeckte Joachim Hahn beim Versuch, über 260 Elfenbeinsplitter aus dem Hohlenstein-Stadel zusammenzusetzen, dass es sich bei dem Objekt um ein Mischwesen aus Mensch und Großkatze, vermutlich um einen Höhlenlöwen handelte. Heute ist diese Figur als Löwenmensch weltbekannt.
Hahn führte Grabungen vor allem im Achtal in Höhlen auf der Schwäbischen Alb durch, die inzwischen als wichtige Orte der Eiszeitkunst bekannt wurden. Von 1974 bis 1991 war Hahn am Geißenklösterle bei Blaubeuren tätig, ab 1977 auch am Hohlen Fels bei Schelklingen. Hier wurden einige bahnbrechende Funde gemacht. Daneben beschäftigte Hahn sich mit den Techniken der jüngeren Altsteinzeit und den ältesten von Menschen geschaffenen Kunstwerken. Er veröffentlichte über 100 Schriften.

## Ehrungen

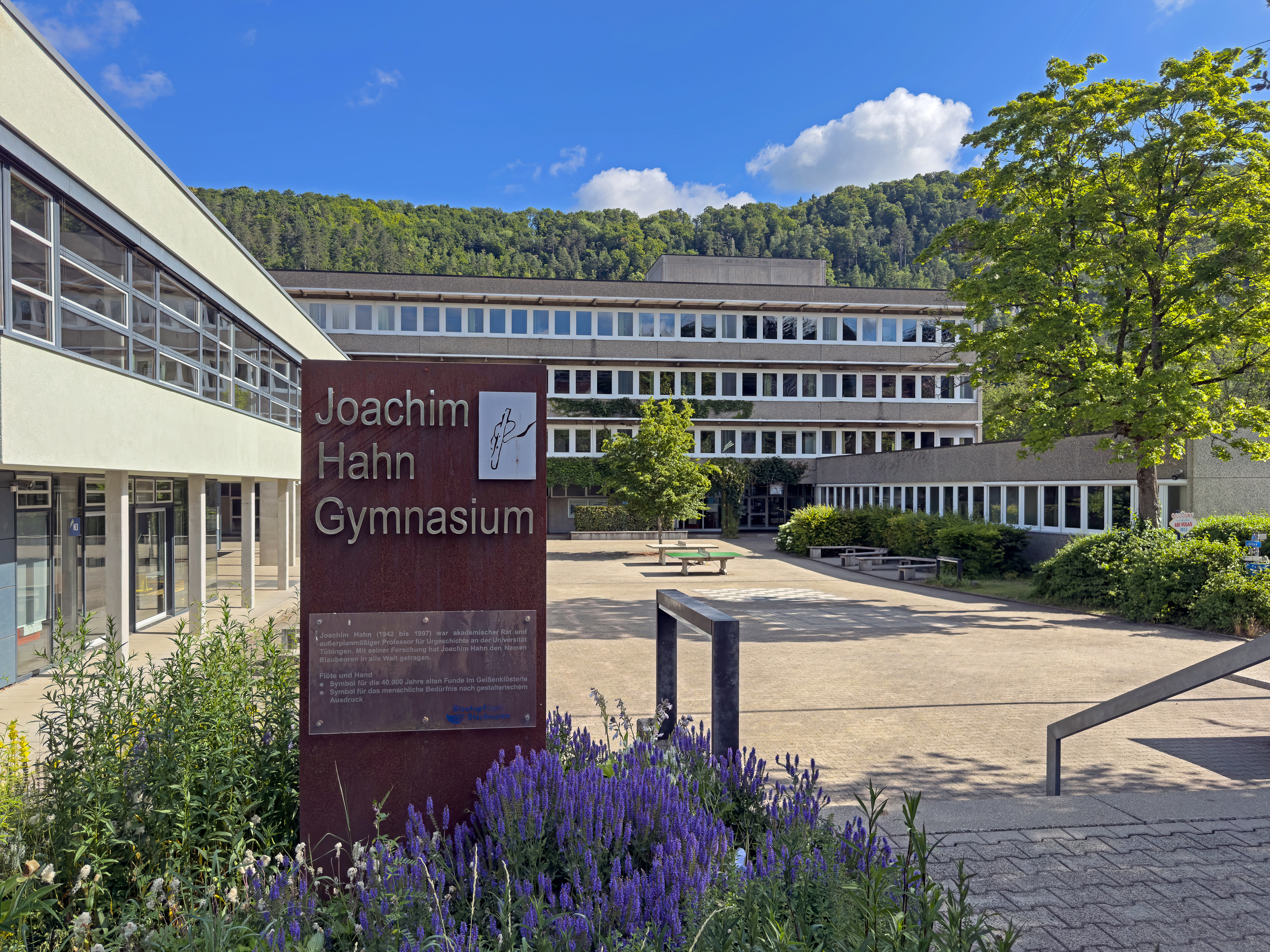
Joachim-Hahn-Gymnasium Blaubeuren

Aufgrund seiner bedeutenden Ausgrabungen im Gebiet um die baden-württembergische Kleinstadt Blaubeuren erhielt das dortige Gymnasium ihm zu Ehren im Jahre 2006 den Namen Joachim-Hahn-Gymnasium. 
Hahn wurde 1993 mit dem Landeslehrpreis Baden-Württemberg ausgezeichnet.

## Schriften
- mit Hansjürgen Müller-Beck und Wolfgang Taute: Eiszeithöhlen im Lonetal. Archäologie einer Landschaft auf der Schwäbischen Alb (= Führer zu vor- und frühgeschichtlichen Denkmälern in Baden-Württemberg. H. 3, ZDB-ID 527337-7). Müller und Gräff, Stuttgart 1973.
- Aurignacien. Das ältere Jungpaläolithikum in Mittel- und Osteuropa (= Fundamenta. Reihe A, Bd. 9). Böhlau, Köln u. a. 1977, ISBN 3-412-04376-1.
- Archäologie des Jungpaläolithikums (= Der Speckberg bei Meilenhofen 2 = Kataloge der Prähistorischen Staatssammlung. 20). Lassleben, Kallmünz 1982, ISBN 3-7847-5120-2.
- Die steinzeitliche Besiedlung des Eselsburger Tales bei Heidenheim. Theiss, Stuttgart 1984, ISBN 3806207690.
- Kraft und Aggression. Die Botschaft der Eiszeitkunst im Aurignacien Süddeutschlands? (= Archaeologica Venatoria. 7). Verlag Archaeologica Venatoria, Tübingen 1986, ISBN 3-921618-74-X.
- Die Geißenklösterle-Höhle im Achtal bei Blaubeuren (= Forschungen und Berichte zur Vor- und Frühgeschichte in Baden-Württemberg. 26). Band 1. Theiss, Stuttgart 1988, ISBN 3-8062-0794-1.
- Erkennen und Bestimmen von Stein- und Knochenartefakten. Einführung in die Artefaktmorphologie. (= Archaeologica Venatoria. 10). Tübingen 1991, ISBN 3-921618-31-2.
- Eiszeitschmuck auf der Schwäbischen Alb (= Alb und Donau, Kunst und Kultur. 5). Alb-Donau-Kreis, Ulm 1992, ISBN 3-88-294-180-4.